# The Virginian (1914)
The Virginian is een Amerikaanse western uit 1914 onder regie van Cecil B. DeMille.

## Verhaal
Een cowboy wordt verliefd op een stadsmeisje. Hij moet tegen een groep criminelen vechten, voordat hij haar kan veroveren. Dan blijkt dat ook zijn beste vriend een lid is van de dievenbende.

## Rolverdeling
| Acteur              | Personage             |
| ------------------- | --------------------- |
| Dustin Farnum       | The Virginian         |
| Jack W. Johnston    | Steve                 |
| Sydney Deane        | Oom Hughey            |
| William Elmer       | Trampas               |
| Winifred Kingston   | Molly Wood            |
| James Griswold      | Koetsier              |
| Horace B. Carpenter | Mexicaanse handlanger |
| Tex Driscoll        | Shorty                |